# Kunst Museum Winterthur – Beim Stadthaus
Das Kunst Museum Winterthur | Beim Stadthaus, bis Dezember 2017 Kunstmuseum Winterthur, ist ein 1916 eröffnetes Kunstmuseum, das sich in der Altstadt von Winterthur befindet.
Es beherbergt eine bedeutende Schweizer Sammlung der Kunst vom ausgehenden 19. Jahrhundert bis in die Gegenwart und ist somit unter den Winterthurer Kunstsammlungen das Haus der Moderne. Eigentümer ist der 1848 gegründete Kunstverein Winterthur, der durch die Stadt Winterthur und den Kanton Zürich sowie die Vereinsmitglieder und Gönner getragen wird.
Direktor des Museums ist seit 2017 Konrad Bitterli. Im Jahr 2018 wurde das Kunstmuseum mit dem Museum Oskar Reinhart und der Villa Flora zum Kunst Museum Winterthur zusammengeschlossen.

## Geschichte
Das Museum befindet sich in der Trägerschaft des 1848 gegründeten Kunstvereins Winterthur, dem die Sammlung des Museums gehört. Der Verein wird von der Stadt Winterthur und dem Kanton Zürich subventioniert, basiert aber auch wesentlich auf privaten Beiträgen. Anfangs waren die Vereinsmitglieder dazu angehalten, Aquarelle und Zeichnungen für den Verein bereitzuhalten. Eine überregionale Sammlung setzte mit dem Tod 1850 des Winterthurer Malers Johann Caspar Weidenmann ein, dessen Nachlass auf Betreiben der örtlichen Künstlergesellschaft durch die Stadt Winterthur erworben wurde. Der Kunstverein begann seine nun folgenden Ankäufe mit dem Werk Narziss, sich im Wasser spiegelnd. Unter den Erwerbungen waren Gemälde Schweizer Künstler u. a. Anton Graffs. 1899 erreichte der Verein durch den Ankauf von Ferdinand Hodlers Der Lebensmüde nationale Beachtung. Da die Sammlung bisher ohne eigenen Museumsbau auskommen musste, und in der Kunsthalle an der Marktgasse mehr schlecht als recht untergebracht war, erwirkte ein Vorstand 1907/1908 einen Neubau.
Bei den Schenkungen fielen insbesondere diejenigen von Richard Bühler, Textilfabrikant, Arthur Hahnloser, Augenarzt, und Georg Reinhart, Unternehmer, ins Gewicht. 1913 wurde, um weitere Ankäufe tätigen zu können, die Gründung des Galerievereins vollzogen. Dieser trägt heute den Beinamen «Freunde des Kunstmuseums Winterthur». Im Jahre 2013 feierte er sein 100-jähriges Bestehen mit der Errichtung einer Aussenskulptur des Waliser Künstlers Richard Deacon.
Ab den 1930er Jahren trug der langjährige Konservator des Museums, Heinz Keller, durch seine Ankaufpolitik die Kritik des Kunstvereins auf sich. Der neue Vereinspräsident Balthasar Reinhart, Kaufmann, ermöglichte 1960 über die Volkart Stiftung den Erwerb der Kunst der Moderne. Mit Leihgaben versorgt, erwarb der Kunstverein später selbst Werke zeitgenössischer Kunst. Durch Reinharts Engagement im Zusammenhang mit der 1965 gegründeten Alberto Giacometti Stiftung wurde das Kunstmuseum Winterthur an der Seite des Kunsthauses Zürich und des Kunstmuseums Basel ständiger Ausstellungsort für Werke Alberto Giacomettis. Mit dem Legat 1973 des Privatbankiers Emil Friedrich und dessen Frau Maria Clara Friedrich, einer Malerin, beherbergte das Kunstmuseum nun eine der bedeutendsten Sammlungen der klassischen Moderne in der Schweiz. 1999 wurden weitere Werke der Familie Jezler in das Museum aufgenommen. Die Sammlung stellte einen Kontrast zum bisherigen Schwerpunkt der französischen Malerei dar.
Der Industrielle Herbert Wolfer-de Armas schenkte dem Museum 1973 unter Vorbehalt die insbesondere durch seinen Vater Heinrich Wolfer von den 1930er bis 1960er Jahren angereicherte bedeutende Sammlung zur französischen Malerei. Nach seinem Tod 2004 wurde sie physisch in das Museum aufgenommen. Bereits 2000 vermachten die Erben des zweiten Sohnes, Ulrich Wolfer, dem Museum den anderen Teil der Sammlung. Das Museum setzte auch auf die italienische Arte Povera, wobei die Jubiläumsstiftung Kunstverein Winterthur ab 1995 größere Käufe tätigte. 2002 ging das Legat von Erna und Curt Burgauer zum Teil in das Museum über.
Dieter Schwarz war 27 Jahre lang Direktor des Kunstmuseums. 2017 wurde Konrad Bitterli sein Nachfolger.
Im Jahr 2018 wurde das Kunstmuseum Winterthur mit dem Museum Oskar Reinhart am Stadtgarten und der Villa Flora zum Kunst Museum Winterthur vereinigt. Es trägt seitdem den Namen «Kunst Museum Winterthur | Beim Stadthaus».

## Gebäude

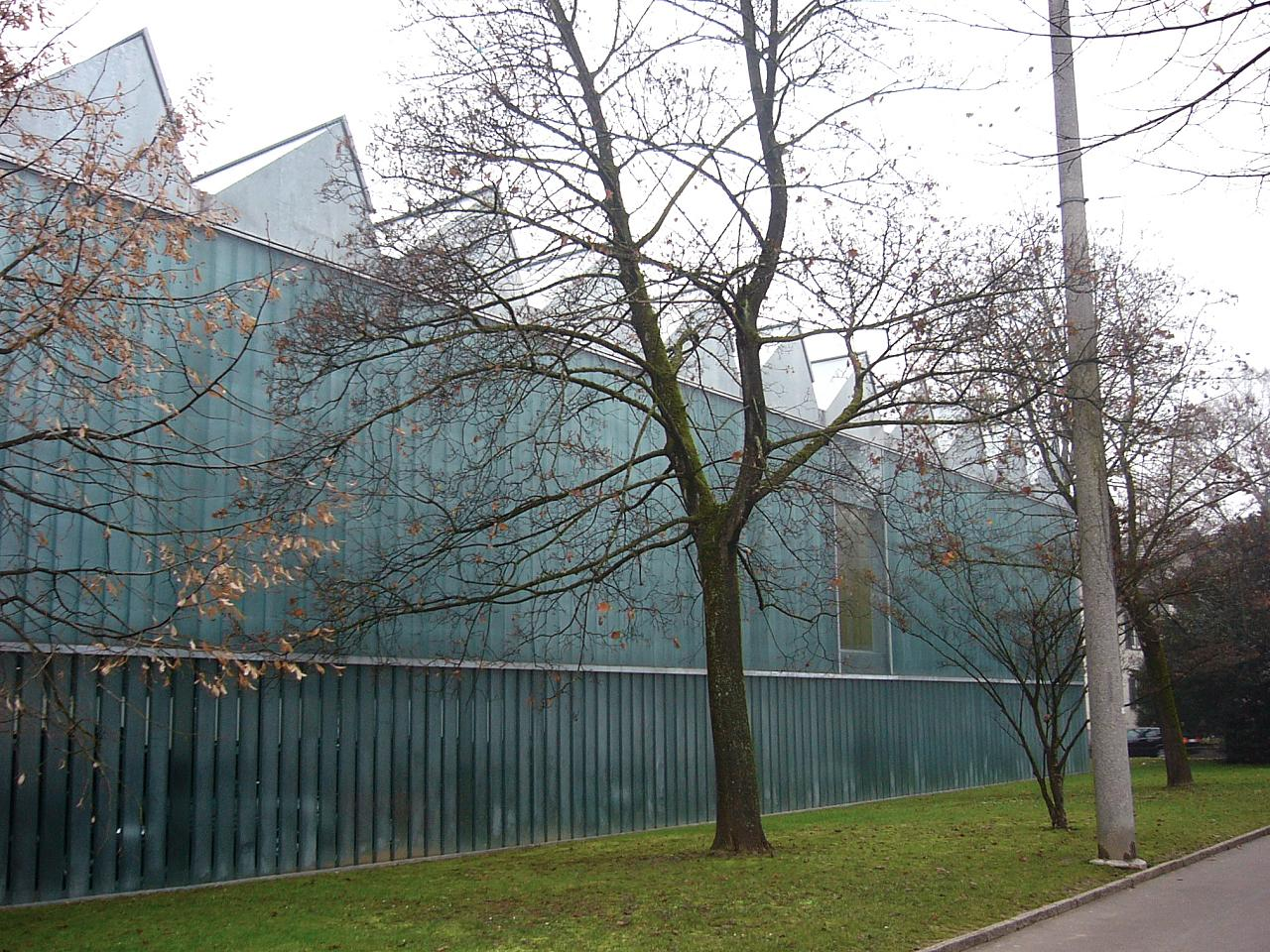
Kunstmuseum Winterthur, Erweiterungsbau, Gigon & Guyer, 1995

Das Kunst Museum Winterthur residiert am Rande der Altstadt, im Zentrum der Stadt Winterthur (Museumstrasse 52) und somit in repräsentativer Umgebung – gegenüber liegt das Stadthaus.
Es wurde von 1913 bis 1915 nach Plänen der Architekten Robert Rittmeyer und Walter Furrer mithilfe privater Spenden erbaut. Ein erster Entwurf stammte aus dem Jahr 1909. Architektonisch flossen Elemente des Jugendstils und des Neoklassizismus ein. Am 2. Januar 1916 fand die Eröffnung statt.
An der Aussenfassade des Gebäudes ist der Schriftzug «Der Kunst und Wissenschaft» zu lesen. Der Museumsbau beherbergte anfangs neben dem Kunstmuseum und den Räumlichkeiten des Kunstvereins auch die Stadtbibliothek und das Stadtarchiv, die Privatgalerie Dr. Reinhart, das Münz- und Kupferstichkabinett sowie die archäologische und naturwissenschaftliche Sammlung. Nach mehreren Auszügen, beginnend mit dem Münzkabinett 1982, sind nunmehr bis auf das Kunstmuseum und den dazugehörigen Trägerverein nur noch das Naturmuseum Winterthur im Gebäude verblieben.
Im Jahre 1983 schrieb die Stadt Winterthur einen Ideenwettbewerb aus, der eine Erweiterung des Museums zum Ziel hatte. Das Projekt wurde im Zuge eines Urnengangs 1992 abgelehnt. Ein Wettbewerb von 1993 zog bis 1995 eine Erweiterung durch das Zürcher Architekturbüro Gigon/Guyer nach sich, die sich über private Donationen finanzieren sollte. Bei dieser handelt es sich um eine verglaste Stahlkonstruktion mit Sheddach, die an Industriearchitektur erinnert. Die Ausstellungsfläche hatte sich nach Fertigstellung nahezu verdoppelt. So können im Erweiterungsbau die neueren Teile der Sammlung gezeigt werden, ebenso die Wechselausstellungen. 1997 war der Erweiterungsbau Finalist beim Mies van der Rohe Award for European Architecture.
Durch den Auszug der Stadtbibliothek 2010 und den von Silvio Schmed und Arthur Rüegg realisierten Umbau des Gebäudes stehen im Kellerbereich nun Räume für die Museumspädagogik sowie ein Museumsshop und ein Museumscafé zur Verfügung.
Die Studienbibliothek («Studienraum mit Präsenzbibliothek») ist seit 2016 in der Stadtbibliothek untergebracht.

## Sammlung
Die Sammlungspräsentation wird eröffnet durch Gemälde von Claude Monet, Alfred Sisley, Vincent van Gogh, Odilon Redon, Pierre Bonnard, Edouard Vuillard, Félix Vallotton und Plastiken von Auguste Rodin, Medardo Rosso und Aristide Maillol. Auf Clara und Emil Friedrich-Jezler, die eine der frühen Schweizer Avantgardesammlungen aufbauten, geht die prominente Vertretung der klassischen Moderne zurück, mit Werken des Kubismus (Georges Braque, Juan Gris, Fernand Léger, Pablo Picasso), der Abstraktion und der konstruktiven Kunst (Robert Delaunay, Paul Klee, Hans Arp, Piet Mondrian). Die grossen Plastiker der Moderne – Constantin Brâncuși, Alexander Calder, Henri Laurens, Wilhelm Lehmbruck – haben hier ebenfalls ihren Platz. Die Nachkriegssammlung brilliert mit Alberto Giacometti und Giorgio Morandi. Besonderes Gewicht besitzt die internationale Gegenwartskunst mit Werkgruppen der amerikanischen Kunst – Ellsworth Kelly, Philip Guston, John Chamberlain, Eva Hesse, Agnes Martin, Robert Ryman, Robert Mangold, Brice Marden, Richard Tuttle – und der italienischen Kunst von Lucio Fontana und Piero Manzoni bis zur Arte Povera – Luciano Fabro, Jannis Kounellis, Mario Merz, Giulio Paolini, Giuseppe Penone. Von Gerhard Richter und Richard Hamilton ausgehend öffnet sich die Sammlung auf neue Tendenzen mit Werken von Isa Genzken, Thomas Schütte, Thomas Scheibitz, Pedro Cabrita Reis, Rita McBride. Teile der Sammlungsbestände aus der Zeit vor 1900 sind im Museum Oskar Reinhart ausgestellt. Jährlich findet im Dezember eine Ausstellung der Künstlergruppe Winterthur im Museum statt.

## Ausgestellte Werke (Beispiele)

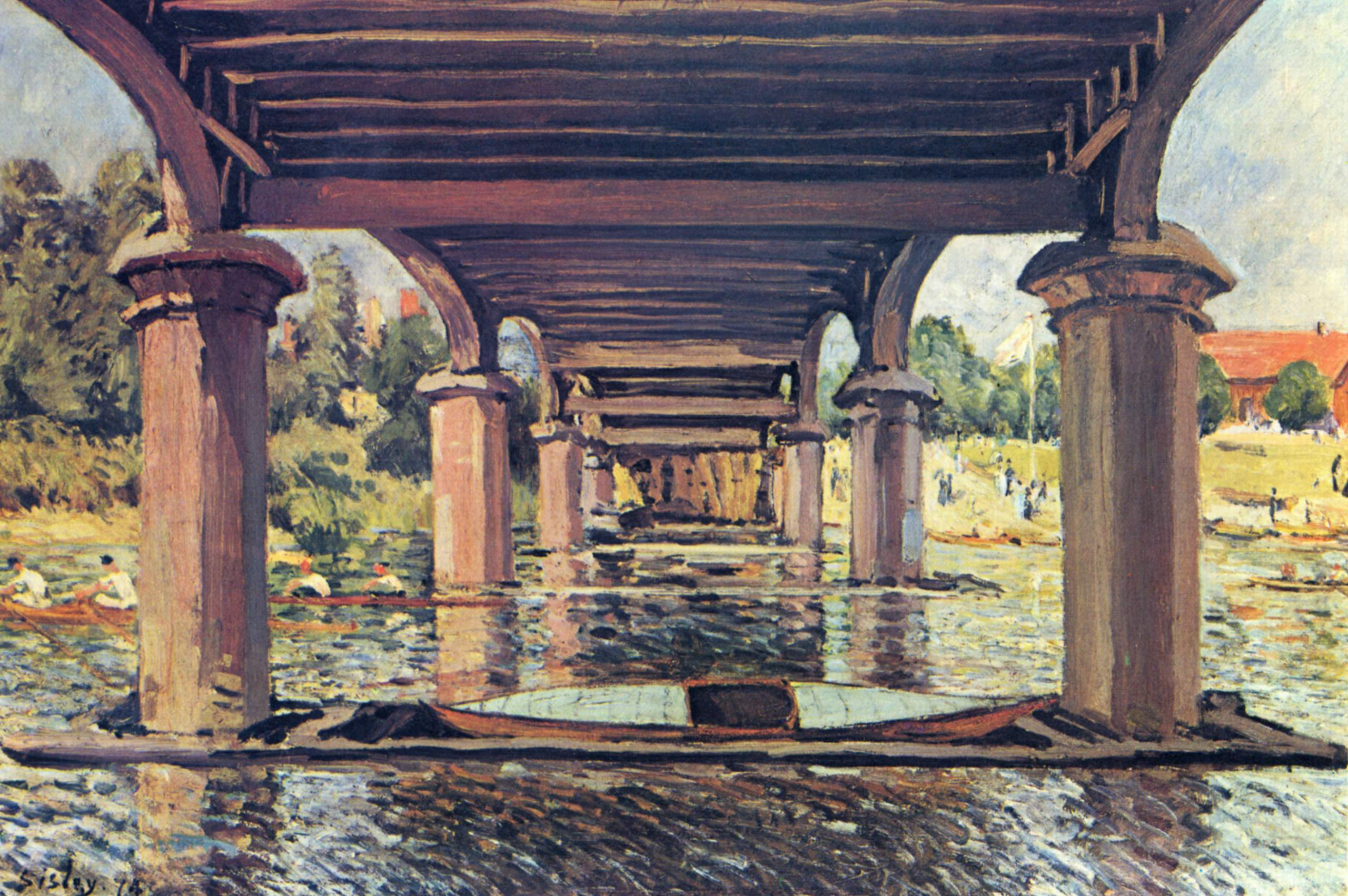
Alfred Sisley: Sous le pont de Hampton Court, 1874
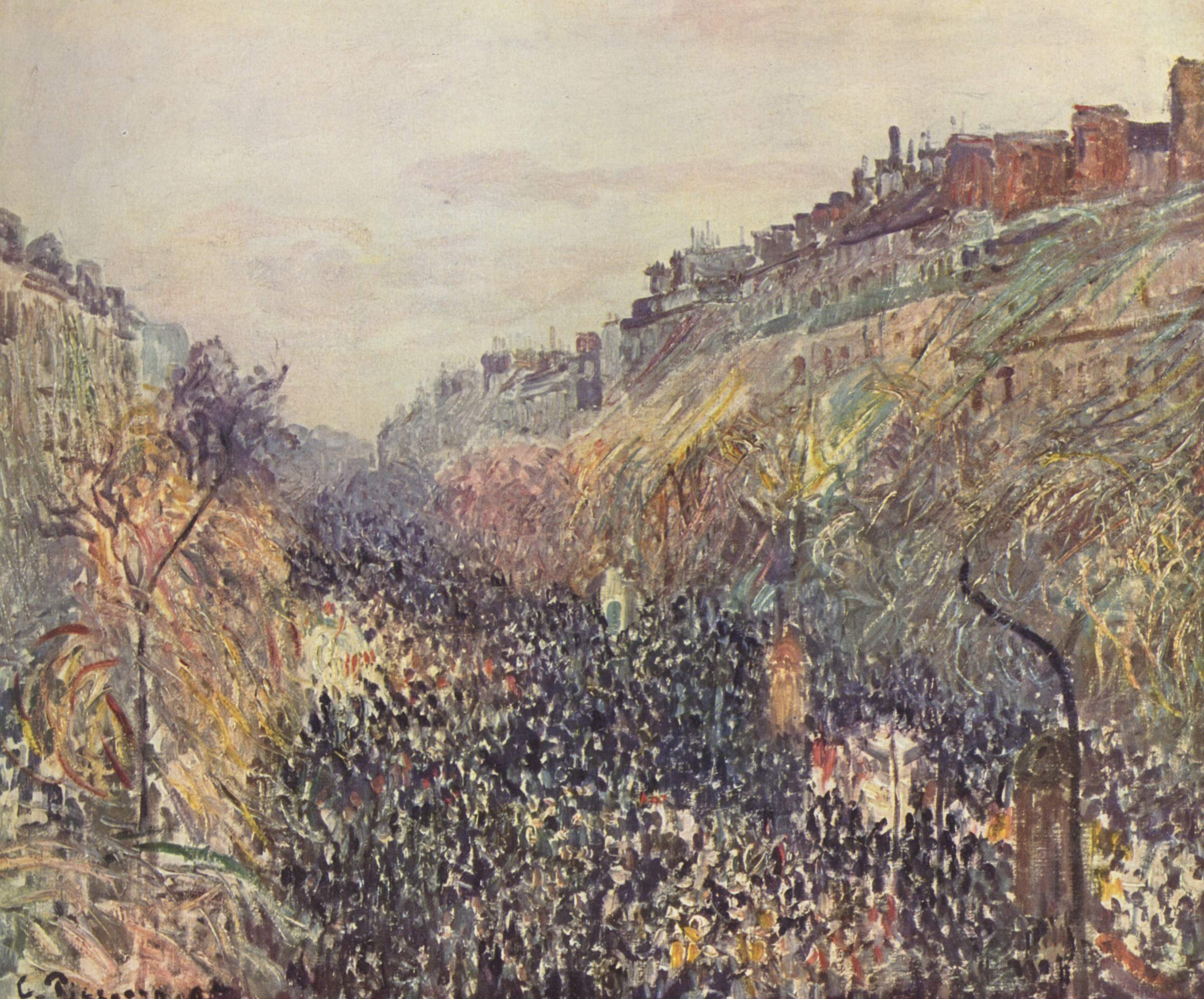
Camille Pissarro: Le Boulevard Montmartre, mardi gras, soleil couchant, 1897
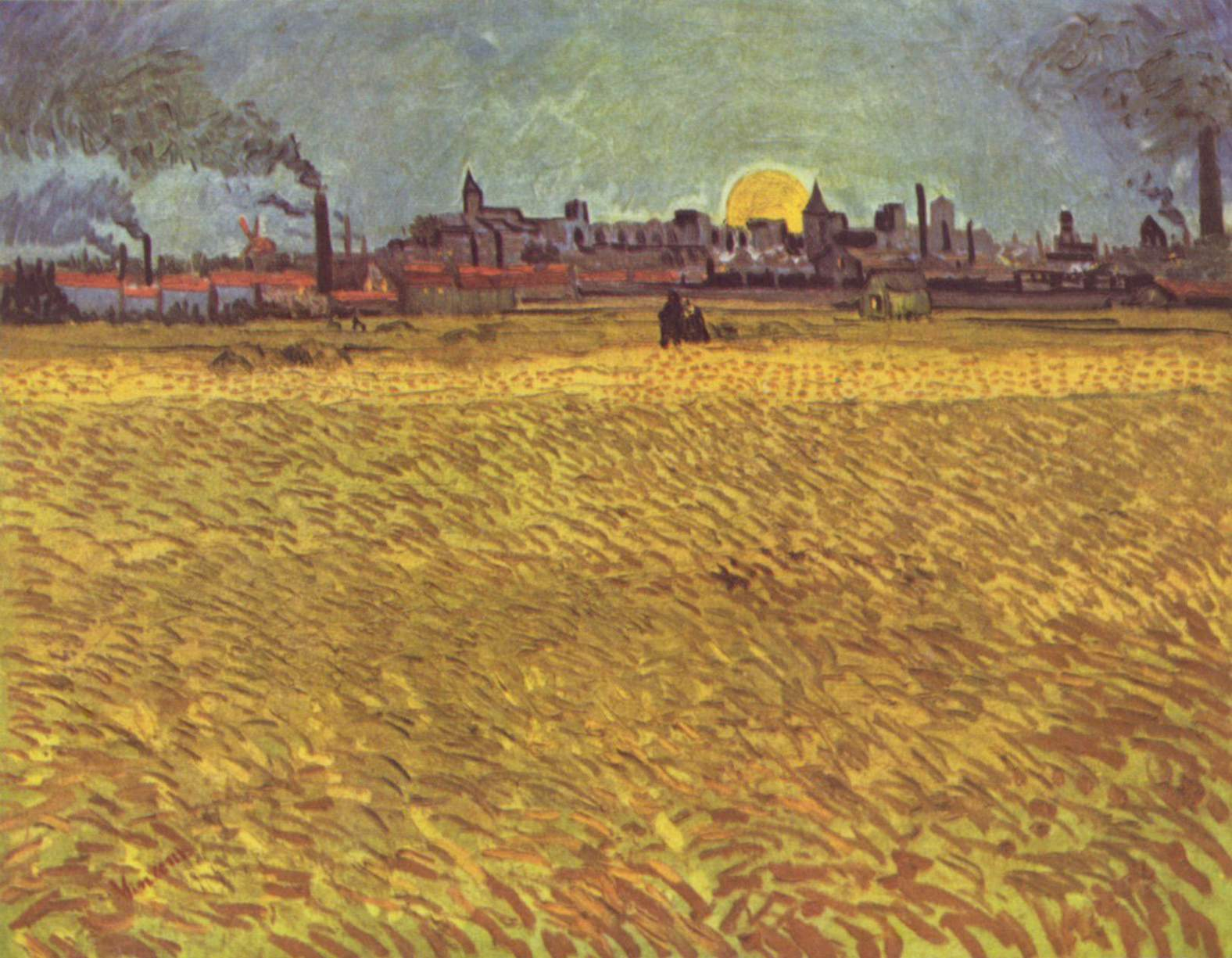
Vincent Willem van Gogh: Soir d’été, 1888
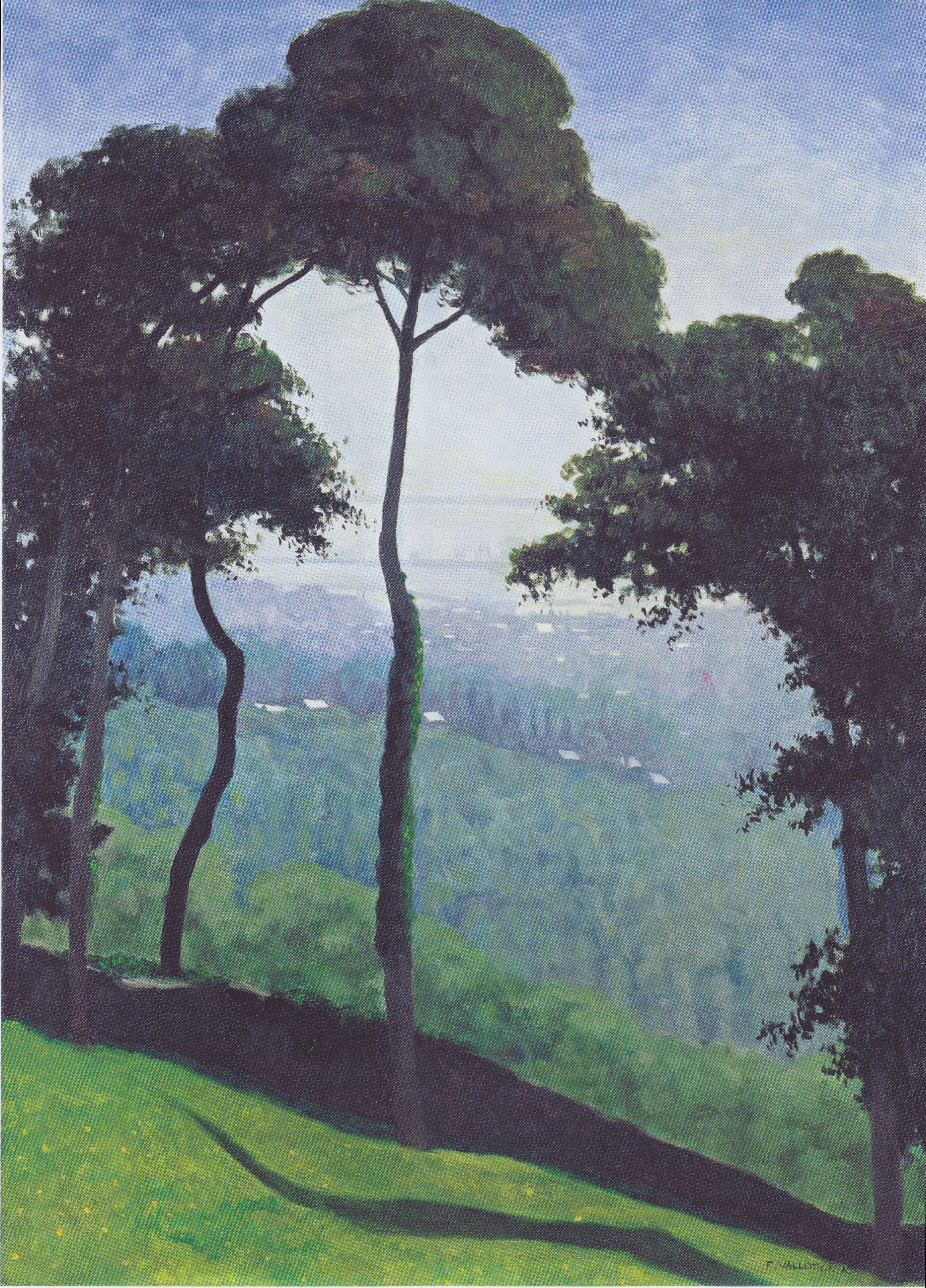
Félix Vallotton: Vue d’Honfleur, matin d’été, 1910
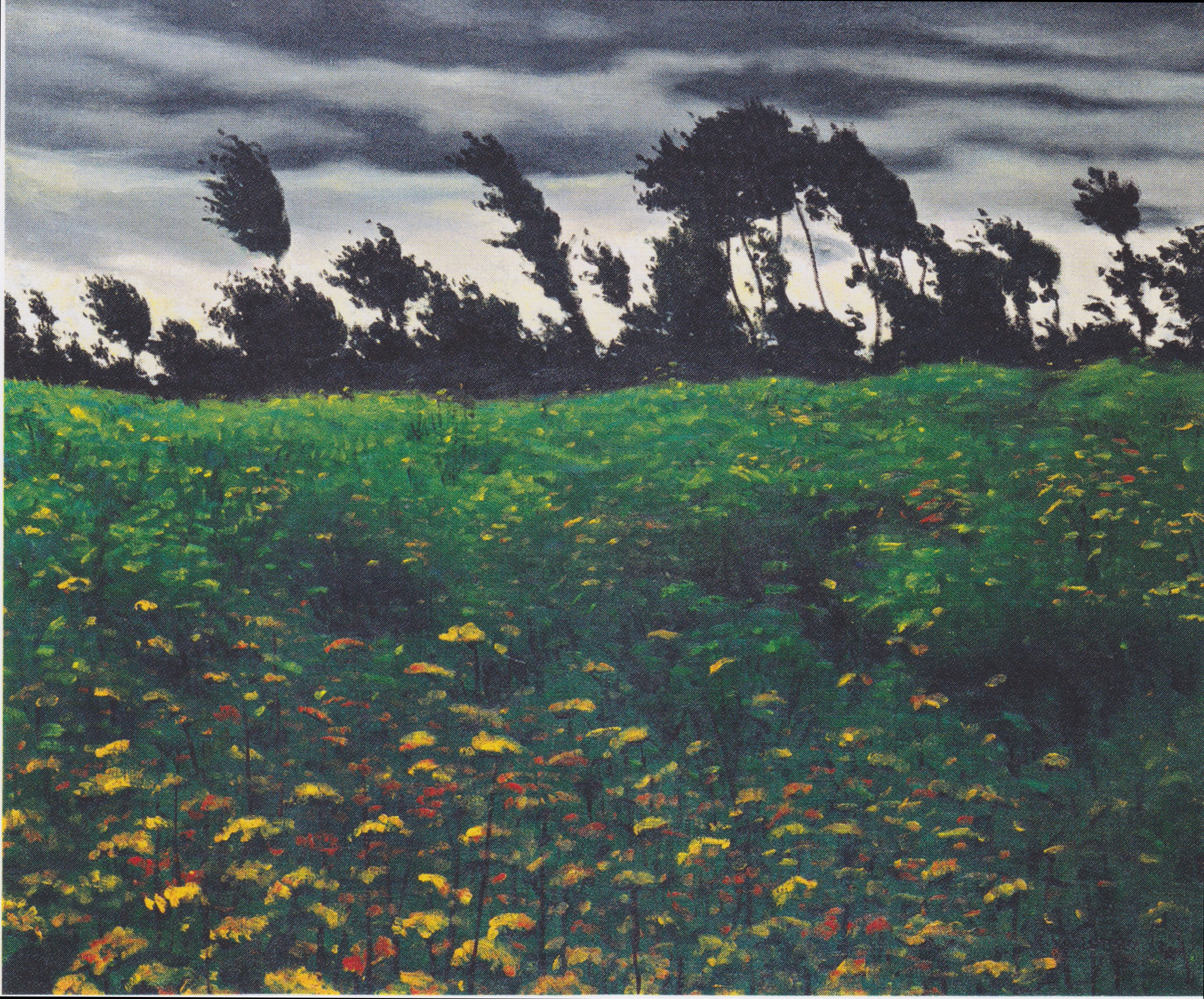
Félix Vallotton: Le champ fleuri, 1912
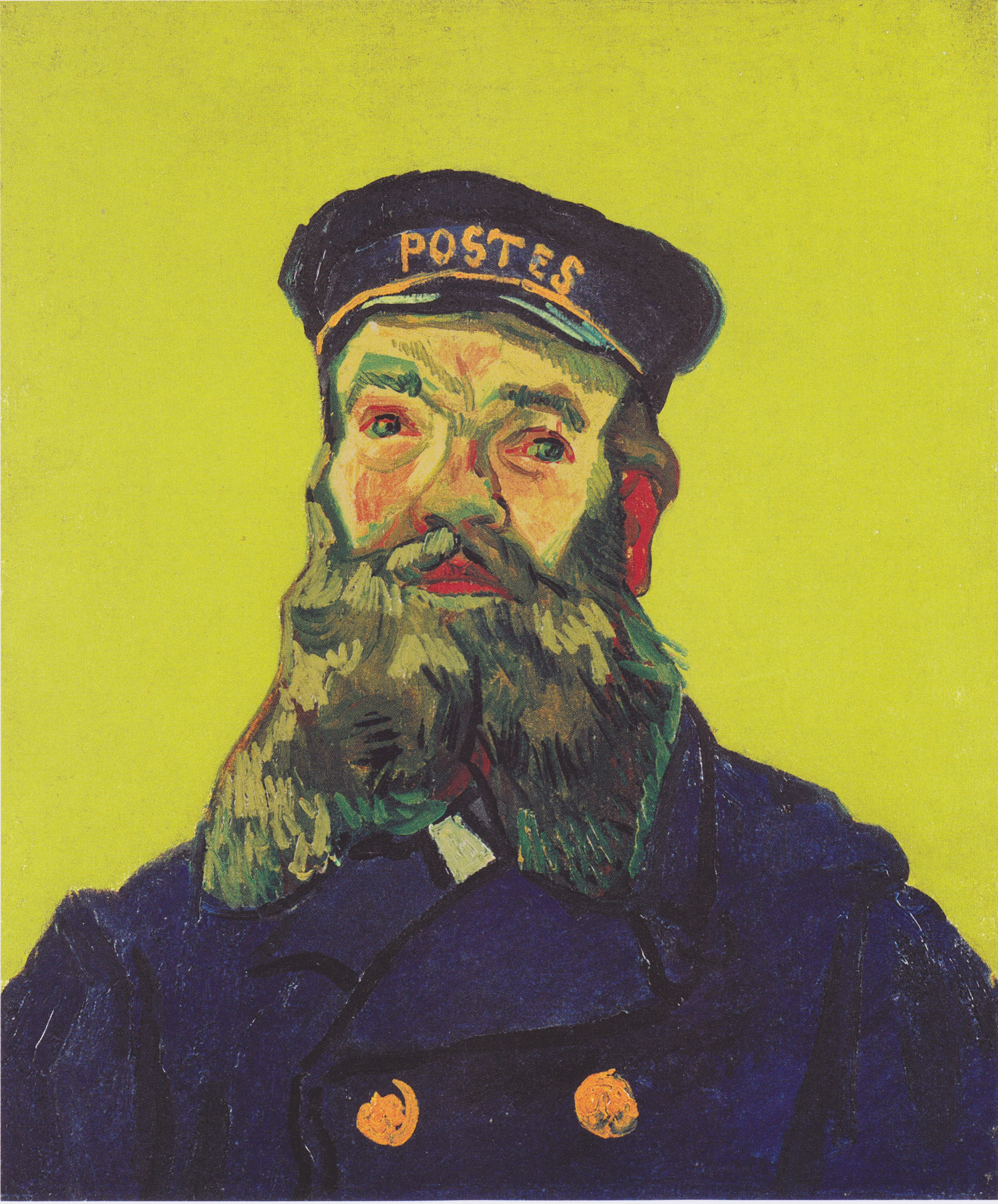
Vincent van Gogh: Joseph Roulin, 1888
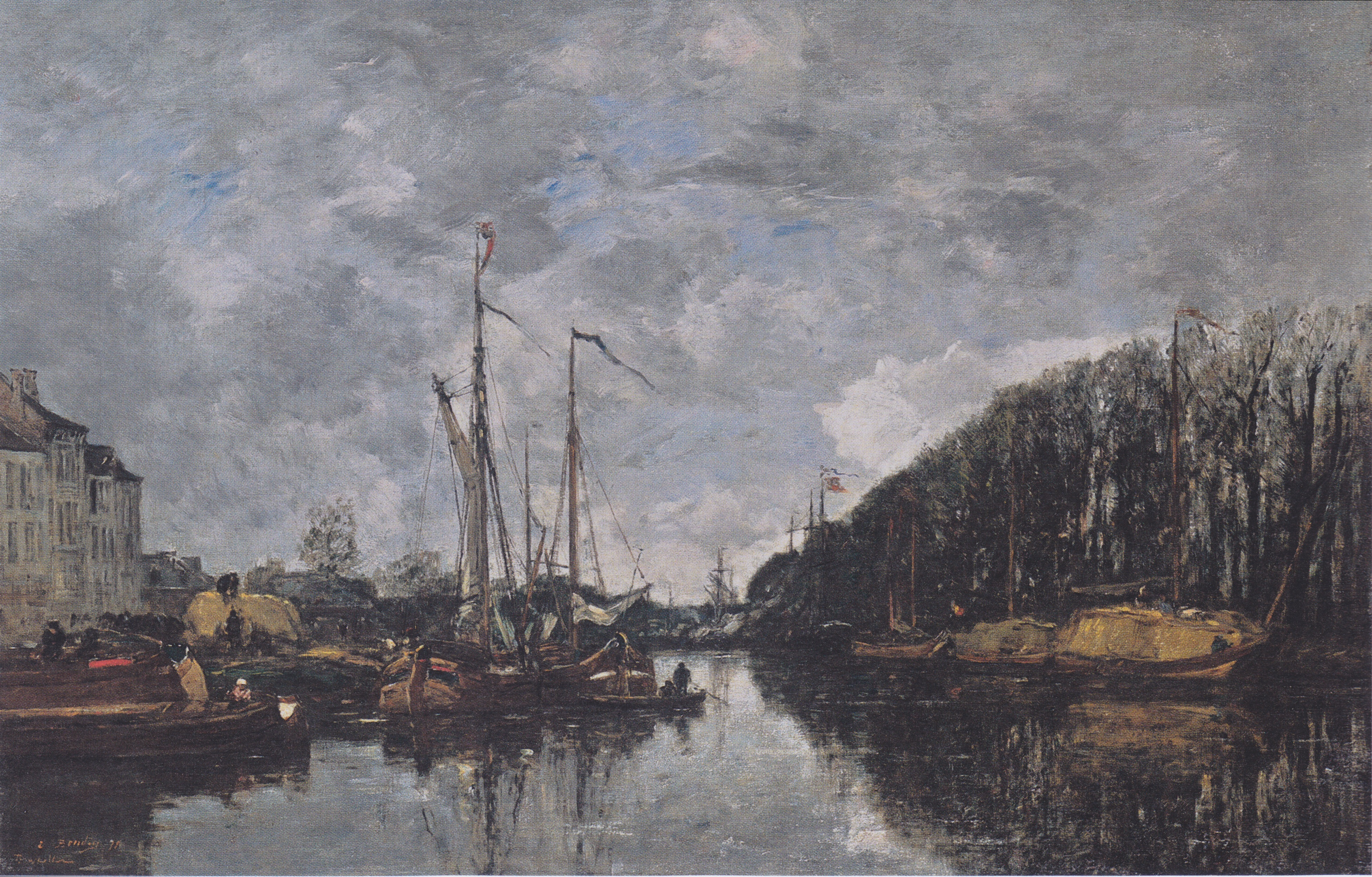
Eugène Boudin: Canal de l’Allée-Verte, Bruxelles, 1871

## Ausstellungen (Auswahl)
- 2013: Momente. Henri Michaux.
- 2015/16: Von Eugène Delacroix bis Giovanni Giacometti. Französische und schweizerische Zeichnungen aus der Sammlung
- 2016: Hans Arp | William Tucker | Richard Tuttle καλλίρροος  schön-fliessend  | Matt Mullican – Nothing Should Exist | 100 Jahre Dezember-Ausstellung
- 2016/2017: Ker-Xavier Roussel – L’après midi d’un faune
- 2017: Joel Shapiro: Frühe und neue Skulpturen | Antonio Calderara (1903–1978)
- 2017: Jean Fautrier
- 2018: Ferdinand Hodler – Alberto Giacometti. Eine Begegnung.
- 2021/22: Expressionismus Schweiz
- 2022: Italia. Zwischen Sehnsucht und Massentourismus, Kuratorin Andrea Lutz.
- 2022: Monica Bonvicini. Hurricanes and Other Catastrophes, Kunst Museum Winterthur
- 2022/23: Kunst und Krieg. Von Goya bis Richter

## Filme
- Kunststadt Winterthur (= Museums-Check. Folge 53). Reportage, 30 Min., Moderation: Markus Brock, Produktion: 3sat. Erstausstrahlung: 18. November 2018.[11]